# Макгро (Њујорк)
Макгро (енгл. McGraw) град је у америчкој савезној држави Њујорк.

## Демографија
По попису из 2010. године број становника је 1.053, што је 53 (5,3%) становника више него 2000. године.
| Група             | 2000.       | 2010.         |
| Белци             | 970 (97,0%) | 1.000 (95,0%) |
| Афроамериканци    | 2 (0,2%)    | 10 (0,9%)     |
| Азијати           | 0 (0,0%)    | 3 (0,3%)      |
| Хиспаноамериканци | 9 (0,9%)    | 10 (0,9%)     |
| Укупно            | 1.000       | 1.053         |